# Trobojna tratinčica
Trobojna tratinčica (lat. Ismelia carinata) monotipski biljni rod čija je jedina vrsta jednogodišnja biljka I. carinata, nekada klasificirana rodovima Chrysanthemum i Glebionis.
Domovina joj je Maroko odakle je uvezena u neke zemlje Europe, Amerike i Azije.

## Sinonimi
- Chrysanthemum carinatum Schousb., bazionim
- Chrysanthemum carinatum var. carinatum
- Chrysanthemum carinatum var. chrysoporphyreum Maire & al.
- Glebionis carinata (Schousb.) Tzvelev
- Chrysanthemum assakae Caball.
- Ismelia versicolor Cass.

- I. carinata
- I. carinata

## Vanjske poveznice
|  | Zajednički poslužitelj ima još gradiva o temi Ismelia carinata |
|  | Wikivrste imaju podatke o taksonu Ismelia carinata             |